# Turismo LGBT

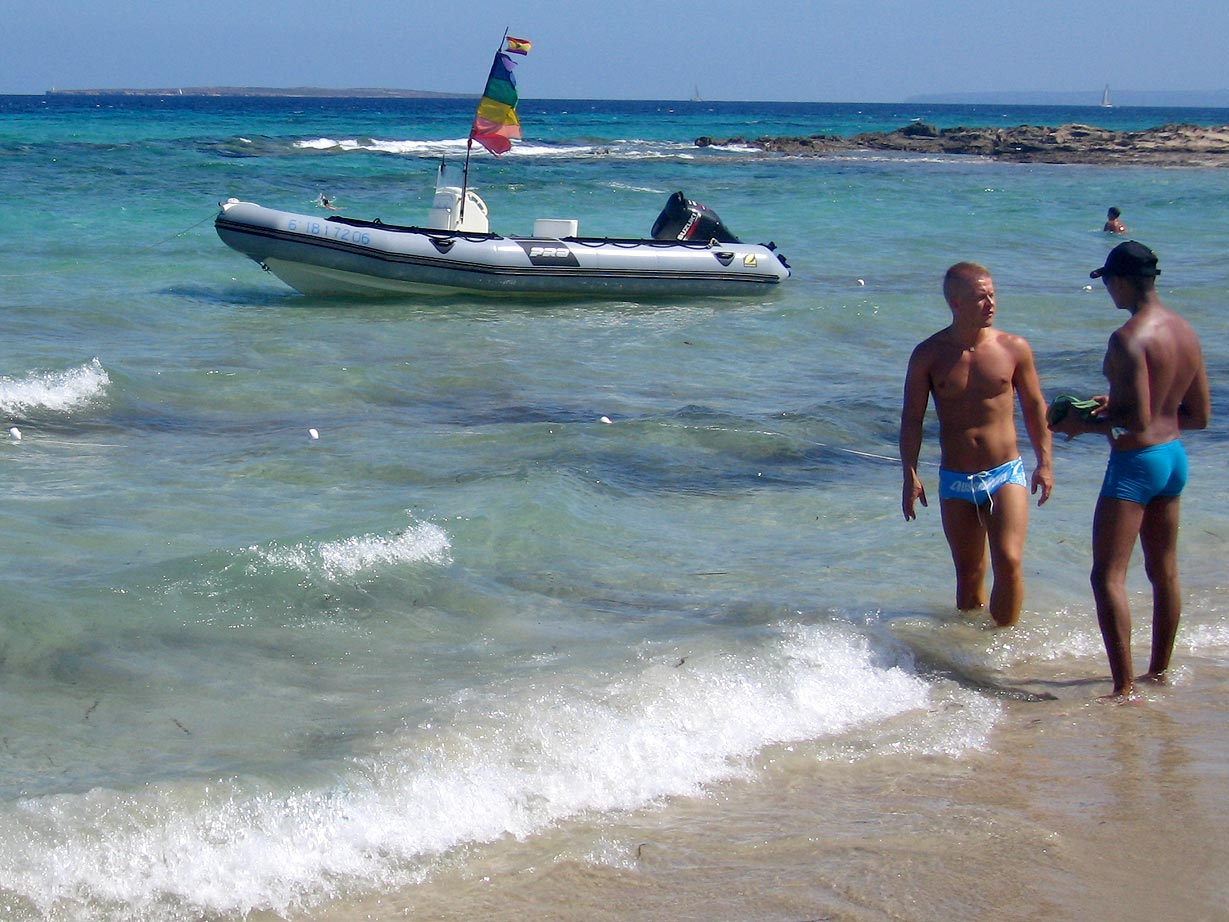
"Playa des Cavalle", spiaggia gay nella parte orientale del promontorio di Punta de ses Portes a Ibiza.

Il turismo LGBT è una forma di turismo rivolto a persone gay, lesbiche, bisessuali e transessuali che è stato attuato in questi ultimi anni nei luoghi di più ampia accettazione sociale dell'omosessualità, come l'Europa e alcuni siti dell'America del Nord in particolare. Tali destinazioni e strutture vengono selezionate per essere "gay-owned" (cioè di proprietà e/o gestite da gay) o gay-friendly.
È un mercato che nel 2020 produceva un fatturato complessivo di 200 miliardi di dollari, e che coinvolge agenzie di viaggio, operatori turistici, linee di crociera e aeree, enti del turismo nazionali o regionali.
Il turismo LGBT è legato anche ad eventi come i Pride o i festival, o a mete come i Paesi in cui si possono celebrare i matrimoni tra persone dello stesso sesso, o in cui trascorrere la luna di miele in sicurezza.

## Destinazioni gay

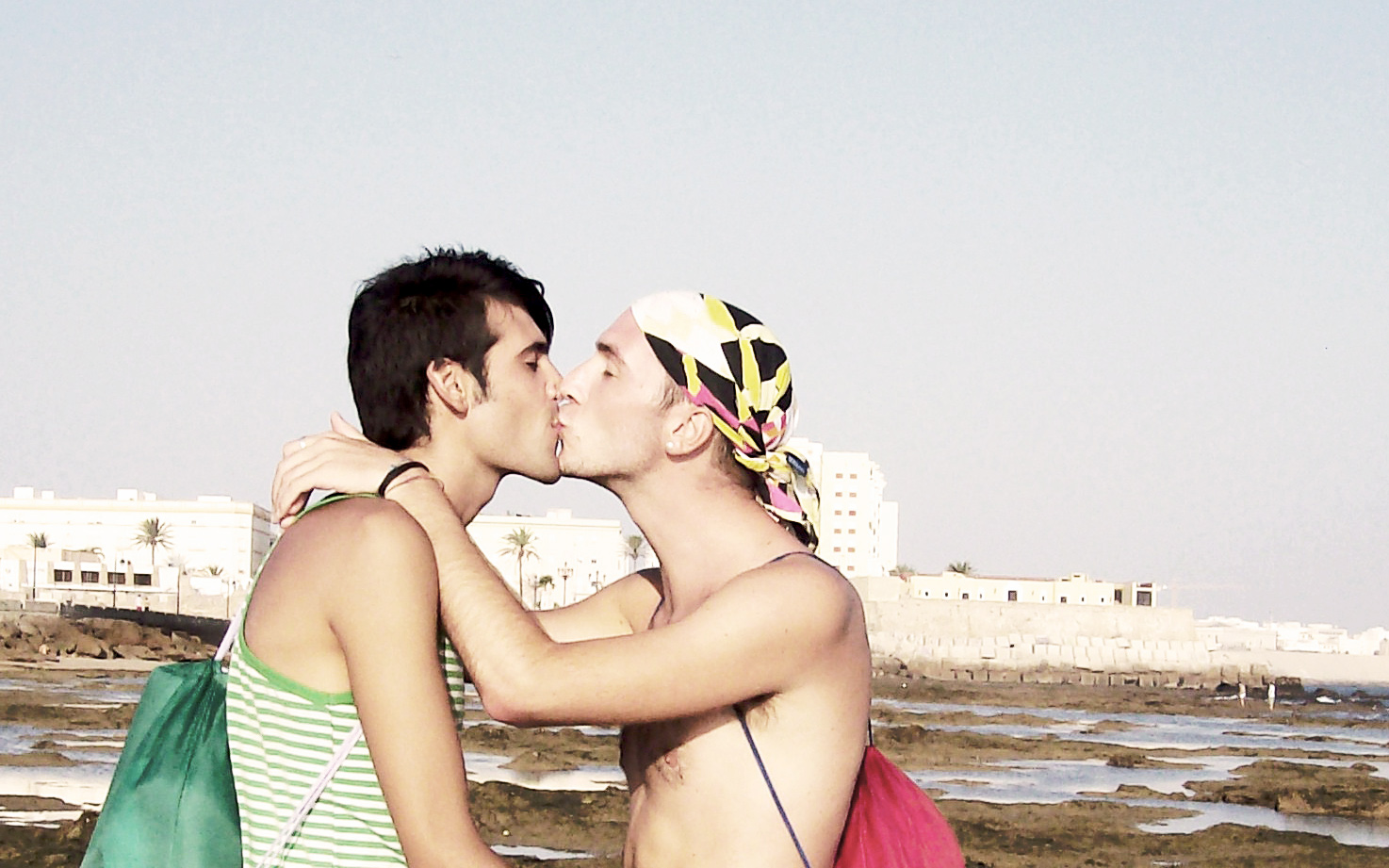
Una coppia si bacia con l'Andalusia sullo sfondo.

Le destinazioni turistiche diventano attraenti per la comunità LGBT quando l'offerta di locali e strutture destinate a persone LGBT è ampia e variegata e comprende gay bar, discoteche e locali notturni, ristoranti, hotel e guest houses, media e associazioni, alcune di proprietà e/o gestite da gay, altre semplicemente gay friendly.
Spesso le destinazioni gay coincidono con grandi città, che a volte hanno pure un quartiere gay.
Gli enti del turismo cittadini o regionali sono spesso attivi per sviluppare la reputazione di destinazione turistica gay-friendly e attirare così più turisti.
Il turismo LGBT può coincidere con eventi LGBT come le manifestazioni del gay pride, i festival di cinema gay o gli eventi sportivi, quali gli Eurogames o i Gay Games.

### Africa
Città del Capo, Sudafrica

### Asia e Oceania
- Bangkok, Thailandia.
- Melbourne, Australia.
- Phuket, Thailandia. (In parte si tratta di turismo sessuale).
- Sydney, Australia: una delle capitali gay del mondo, Sydney ospita, il primo sabato di marzo di ogni anno, il Sydney Gay and Lesbian Mardi Gras, il Gay Pride australiano, che è in assoluto il più grande evento turistico d'Australia (centinaia di migliaia di persone da tutto il mondo).

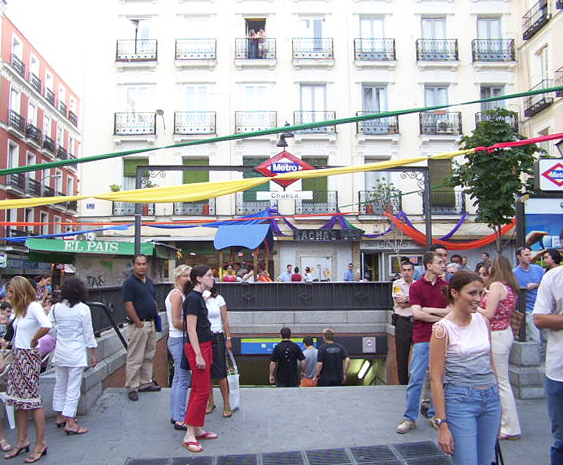
Il quartiere Chueca (Madrid) è un famoso quartiere gay.

- Tel Aviv, Israele.

### Europa
- Amsterdam, Paesi Bassi: è stata per anni la capitale gay europea.
- Barcellona, Spagna, con una vita gay molto intensa.
- Berlino, Germania: conta ben due quartieri gay.
- Colonia, Germania, nota anche per avere una vivacissima comunità lesbica.
- Copenaghen, Danimarca, col suo quartiere gay "Soho", famoso soprattutto tra i nordeuropei.
- Gran Canaria, Spagna: una delle più popolari destinazioni gay europee.
- Ibiza, Spagna: molto popolare fra i gay italiani.
- Lesbo, Grecia, meta internazionale per la comunità lesbica, specialmente in Skala Eressos.
- Londra, Gran Bretagna: ottimamente organizzato, il turismo gay attira diverse tipologie di turisti, dai giovani alle coppie in cerca di vacanze culturali.
- Madrid, Spagna, col suo quartiere gay "Chueca", sempre più popolare in Europa.
- Mykonos, Grecia: la sua popolarità come meta gay resiste ancora, seppure in calo.
- Parigi, Francia:contiene il quartiere gay del "Marais"
- Praga, Repubblica Ceca: in parte si tratta di turismo sessuale
- Sitges, Spagna: destinazione tipicamente estiva, molto popolare fra i gay italiani.
- Zurigo, Svizzera: destinazione popolare, per la vicinanza, fra gli italiani del Nord.

#### Italia
L'Italia è stata una delle principali mete del turismo omosessuale maschile di fine Ottocento e inizio Novecento, anche grazie all'assenza delle leggi antiomosessuali che esistevano nei paesi del Nord Europa, come il paragrafo 175 tedesco. Località come Capri, Taormina o Venezia dovettero molto del loro successo turistico alla tolleranza con cui accolsero anche i viaggiatori omosessuali. Anche città come Firenze, Roma e Napoli appaiono con frequenza elevata nei diari dei viaggiatori omosessuali dell'epoca.
Questo tipo di turismo è venuto meno nel dopoguerra, sostituito da un turismo "per famiglie"; altre località mediterranee (come Mykonos, Ibiza, Sitges, Touzer, Lesbo) hanno preso oggi il posto di quelle italiane.
Oggi il turismo LGBTQ+ in Italia è un fenomeno non troppo strutturato e non promosso all'estero se non piccole eccezioni come l'ente del turismo della Toscana con il suo progetto "Tuscany, the place to be yourself". In inverno le principali città con una vita LGBTQ+ attiva e frizzante sono le più grandi come Milano, Roma, Bologna, Catania, Palermo e Napoli, ma in ogni città più popolata si possono trovare locali gay, pub, bar, serate LGBTQ+, saune e ristoranti friendly che funzionano da attrattiva e sono un safe place per le comunità locali.

In estate invece, le città principali con turismo LGBTQ+ sono Noto, Catania, Gallipoli e Torre del Lago, che storicamente attraggono la comunità grazie alla presenza di spiagge gay-friendly, locali, ristoranti e moltissime serate. Il sondaggio redatto ogni anno da Gayly Planet, il più grande portale italiano di turismo LGBTQ+, dimostra che Gallipoli è sempre al primo posto tra le scelte della comunità LGBTQ+ con il 29% delle preferenze, e Torre del Lago segue subito dopo con il 19% delle preferenze. 

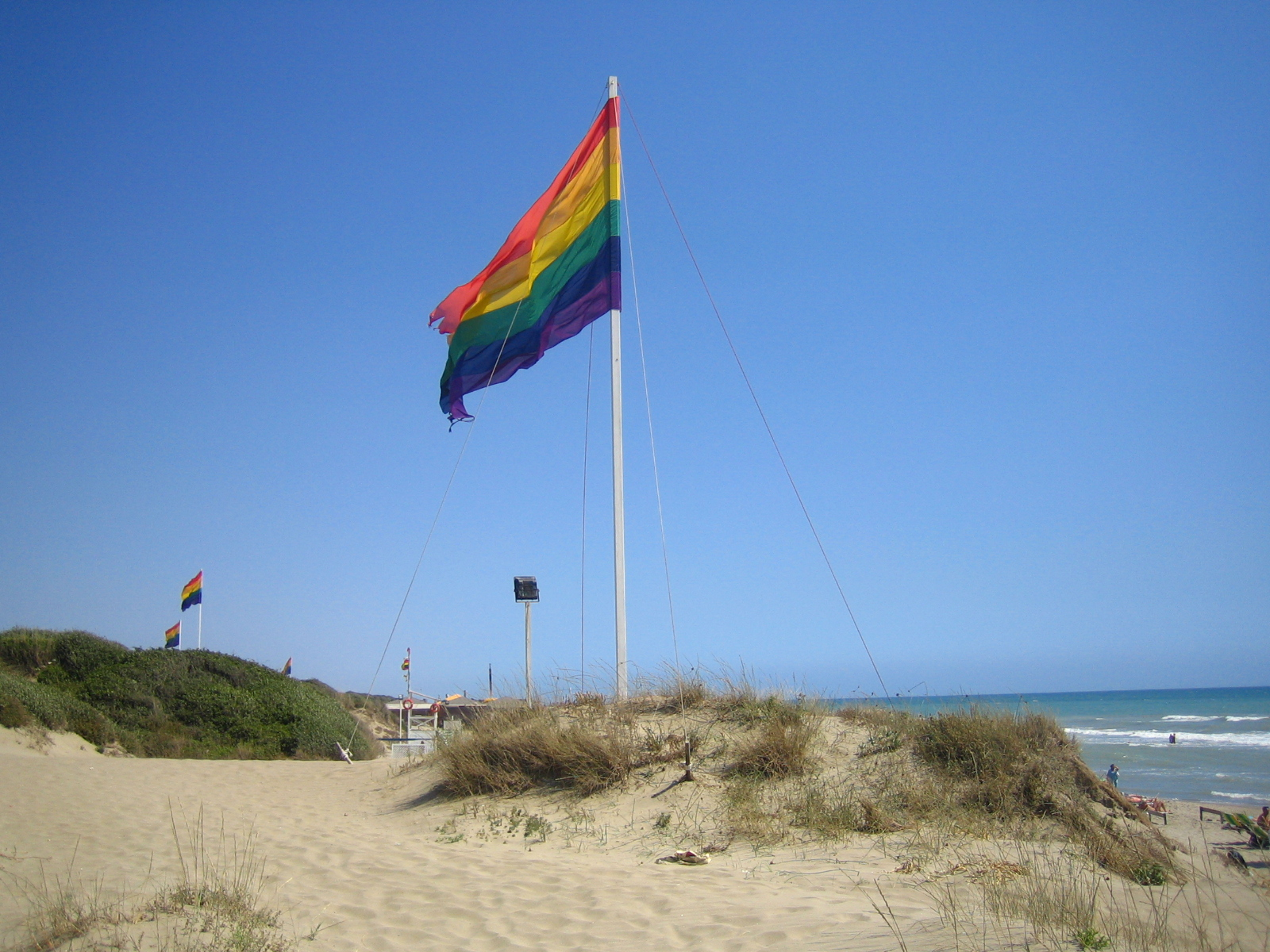
La bandiera arcobaleno sventola a Capocotta, spiaggia gay friendly del mar Mediterraneo italiano

##### Principali mete
Nord
- Bologna, una delle prime città italiane a dotarsi di un centro gay.
- Milano: Milano è la città più importante in Italia per quanto riguarda la presenza della comunità LGBTQ+ sia dal punto di vista della presenza di locali e serate LGBTQ+.[9] Inoltre a Milano si trovano ben tre "quartieri gay", la storica gay street di Via Sammartini, il quartiere gay di Porta Venezia e la nuova zona queer a NoLo tra via Varanini e Via Crespi.[10]
- Padova:  Durante tutti i mesi estivi a Padova si tiene il Pride Village Virgo, il festival LGBTQIA+ più grande in Italia.
- Torino
- Rimini: grazie allo stabilimento balneare La Community 27 Rimini si sta confermando una delle mete balneari preferite del nord Italia, con una comunità LGBTQ+ molto vivace e attiva nell'organizzazione del Pride e di altri eventi.

Centro
- Firenze: già meta del Grand tour gay dell'anteguerra, è stata una delle primissime città italiane ad aprire locali gay[11], all'avanguardia perché direttamente modellati su quelli che i numerosissimi turisti stranieri conoscevano nei loro Paesi e che cercavano anche in Italia.
- Roma: comunemente nota come la capitale gay, per la concentrazione di comunità ed attività omosessuali, riconosciuta a livello nazionale.
- Torre del Lago Puccini, è una frazione di Viareggio fulcro del progetto Friendly Versilia; la quasi totalità dei locali presenti nella marina è apertamente gay o gay-friendly e ogni anno sempre più numerosi turisti gay italiani e stranieri si riversano sulle spiagge o nelle discoteche del posto.[12]

Sud

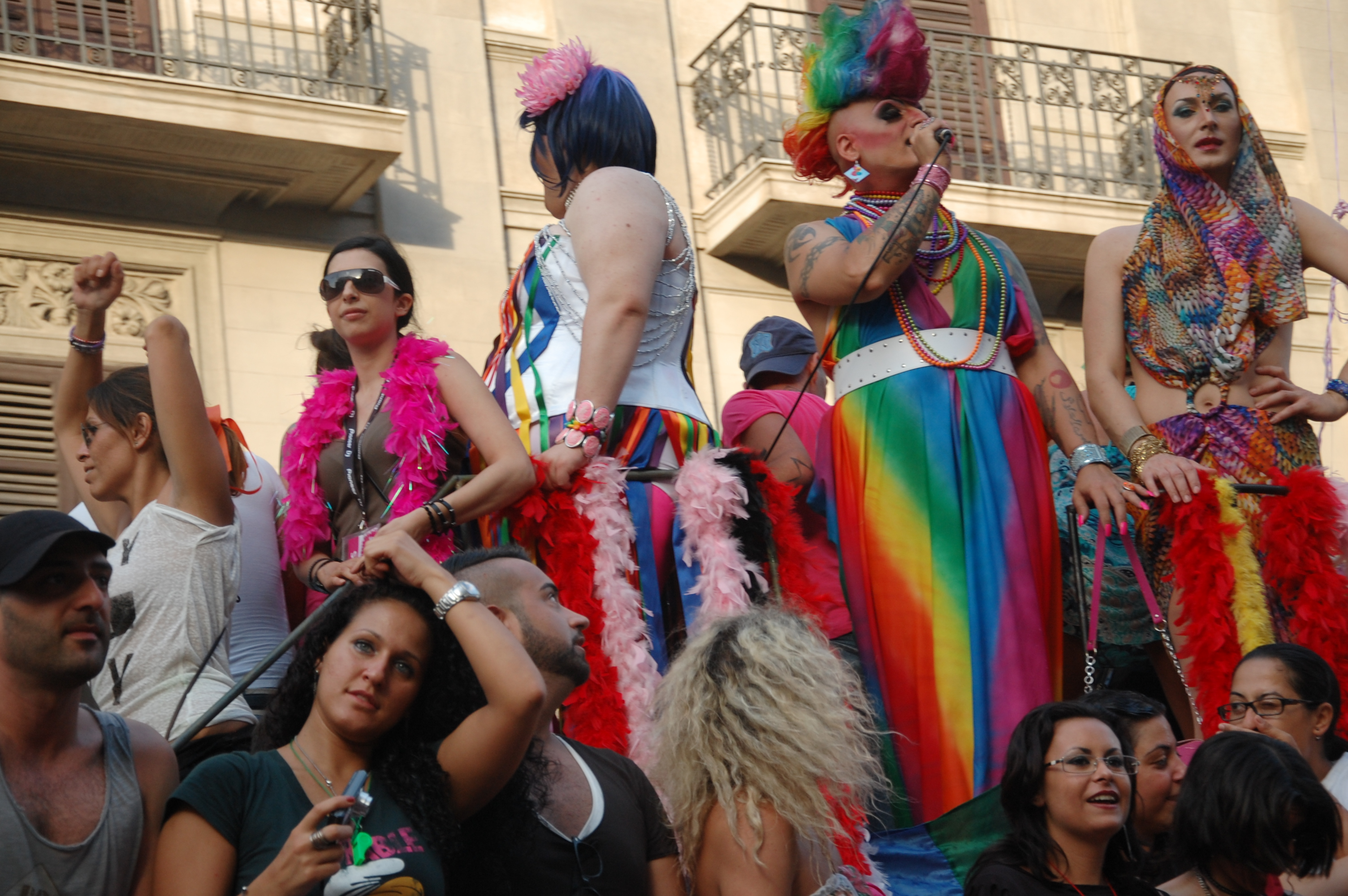
Palermo Pride

- Catania: è una città con un dinamico intrattenimento gay. D'estate si è di fatto sostituita a Taormina anche se le spiagge taorminesi di Fondaco Parrino e Rocce Bianche restano ancora molto frequentate.
- Gallipoli ha un turismo LGBTQ+ principalmente estivo e la città è riconosciuta come una delle zone gay-friendly dove passare l'estate. Secondo un recente sondaggio realizzato da Gayly Planet, Gallipoli nel 2023 rimane al primo posto con il 29% delle preferenze, tra le città più amate dai turisti LGBTQ+. La spiaggia di Punta della Suina, una delle spiagge gay più famose del Salento, è stata scelta come la migliore spiaggia gay in Italia con il 31% delle preferenze.[8][13][14]
- Palermo: città da sempre culturalmente aperta alle diversità ha alle spalle una storia che l'ha vista protagonista nel movimento LGBT italiano, con la nascita di Arcigay[15] e lo svolgimento di uno dei primi gay pride italiani[16]. Ricca di locali[17], serate e di luoghi di ritrovo estivi come le spiagge di Barcarello e Balestrate[18] (dove si può anche praticare nudismo), offre anche importanti iniziative culturali a tema come il Sicilia Queer Filmfest (rassegna di cinematografia gay internazionale)[19] e manifestazioni come il Palermo Pride[20] accompagnato annualmente dall'organizzazione del gay village e dalla parata conclusiva nel centro storico della città. Negli ultimi anni è diventata sempre più numerosa l'offerta di strutture turistiche gayfriendly[21] come hotel e bed and breakfast.[22]
- Napoli: oggi Napoli riesce già a intercettare buona parte del turismo campano che faceva riferimento, fino a pochi anni fa, a Roma
- Noto: La località balneare di Eloro (antica città greca) è un punto di riferimento per il turismo gay estivo italiano e straniero, e negli ultimi anni sta avendo un grosso sviluppo grazie alle spiagge gay[23] che si trovano qui in zona e ai locali gay notturni[24] particolarmente frequentati in estate.

In centro Italia degna di nota è la Regione Toscana che nell'aprile 2011 ha dato vita a "Toscana gay friendly", un canale dedicato al turismo gay sul proprio sito ufficiale di promozione turistica. Il canale è stato realizzato attraverso una mappatura delle strutture gay e gay-friendly toscane, che hanno potuto aderire attraverso la compilazione di un questionario nel quale, tra l'altro, si chiedevano precisi impegni in tema di parità di trattamento dei turisti LGBT, formazione e gestione del personale, coordinamento con le altre realtà gay-friendly della zona e col mondo dell'associazionismo LGBT. Alla mappatura hanno aderito oltre cento strutture. Questo canale ha così valorizzato tutta l'offerta gay-friendly regionale con focus particolari su Firenze.
In Maremma, nel sud della Toscana al confine con il Lazio e non lontana da Roma, esiste dal 2008 un progetto differente denominato Friendly Maremma
Pisa è sede di gay.it e molto attiva da decenni: qui il 24 novembre 1979 il collettivo Orfeo organizzò il primo corteo in Italia contro le violenze subite da persone omosessuali a seguito di alcuni omicidi a Roma e Livorno. Parteciparono circa 500 gay e lesbiche alla manifestazione, che rimarrà la più partecipata fino al 1994.
A Marina di Camerota si nota una movida LGBT in costante espansione, grazie anche alla presenza di spiagge gay-friendly e naturiste.

### Mete del passato
- Capri: è ormai quasi del tutto scomparso il tradizionale turismo omosessuale, di élite, anche di artisti e letterati, vivace fino a dopo la Seconda guerra mondiale.
- Taormina: oggi quasi esclusivamente una meta per famiglie, si è vista sostituire nel suo ruolo di meta turistica gay da Catania.
- Venezia: lo spopolamento della città e ancor più l'assenza totale di offerte di vita notturna[senza fonte] hanno fatto svanire l'interesse turistico gay di quella che un tempo era forse la più celebre meta del turismo d'élite gay, soprattutto autunnale ed invernale (al punto che gli omosessuali erano chiamati, in loco, "settembrini")[28]. Il declino non è stato compensato dal persistere della popolarità del Lido degli Alberoni, e da qualche attività gay aperta negli ultimi anni a Mestre.

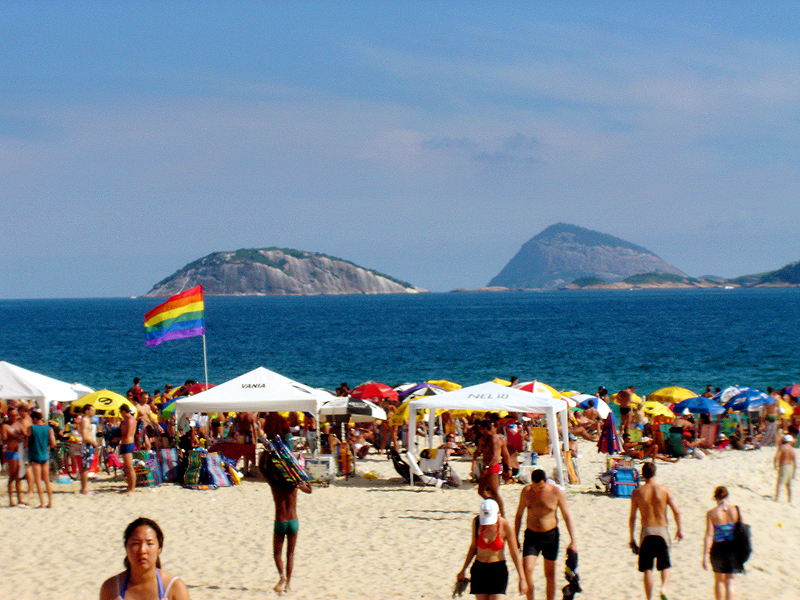
Il "settore gay" di Playa de Ipanema, a Rio de Janeiro.

### Americhe
- Buenos Aires, Argentina.
- Rio de Janeiro, Brasile.
- San Paolo, Brasile: ogni anno ospita il gay pride più grande al mondo.
- Montréal, Canada: ha uno dei quartieri gay più grandi al mondo.
- Toronto, Canada.
- Vancouver, Canada.
- Cancún, Messico.
- Puerto Vallarta, Messico: attualmente la destinazione gay messicana più gettonata, specie da turisti statunitensi e canadesi.

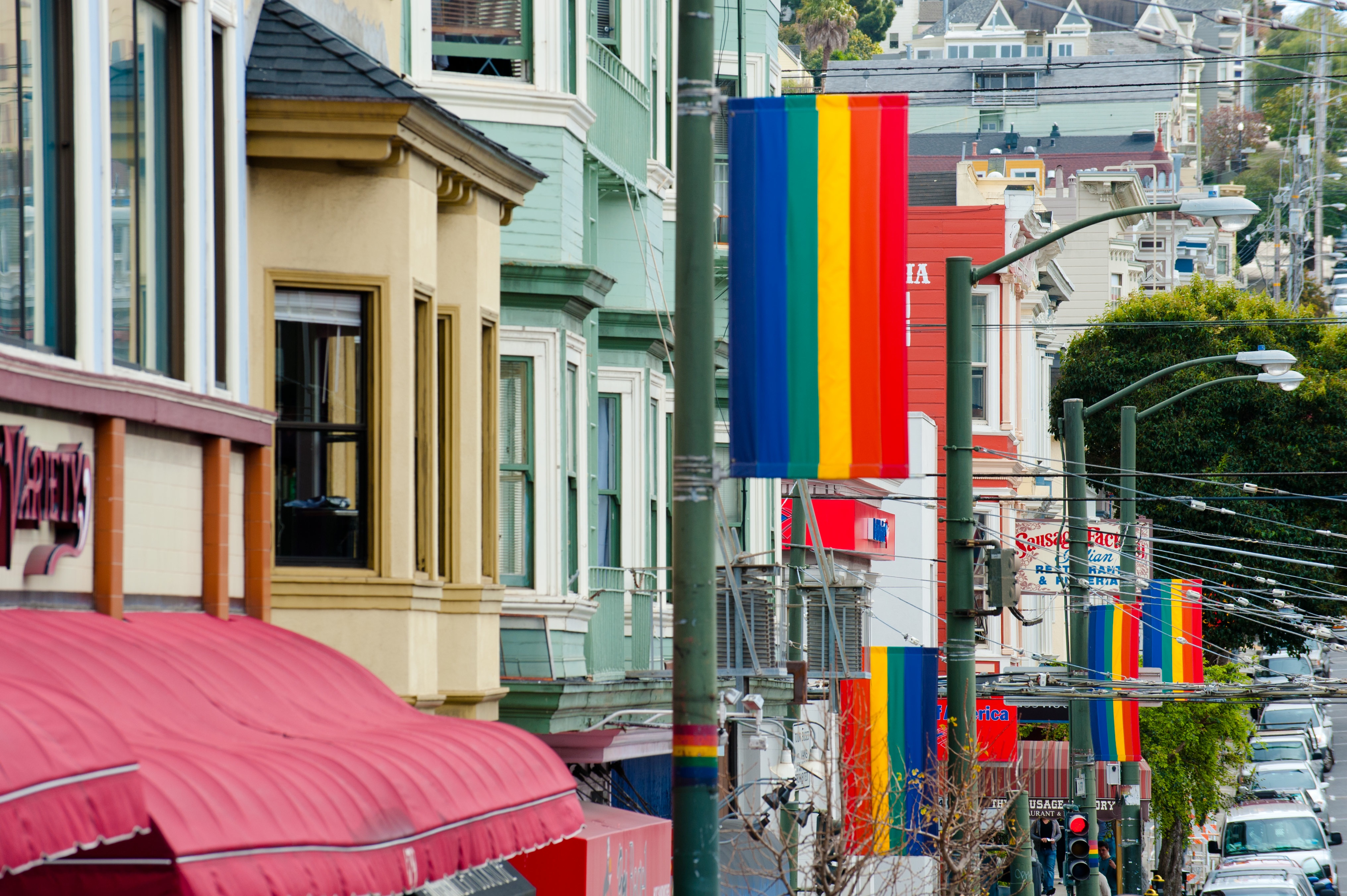
Il quartiere di Castro, a San Francisco, addobbato con bandiere arcobaleno.

#### Stati Uniti d'America
- Boston, Massachusetts.
- Fire Island, New York: da decenni, la "spiaggia gay" di New York.
- Fort Lauderdale, Florida: attualmente una delle località più attive nel promuoversi come gay-friendly.
- Key West, Florida.
- Los Angeles, California, conta su un'enorme comunità gay.
- New York: la città del celebre quartiere gay, il Greenwich Village, luogo di nascita del Movimento di liberazione omosessuale e sede dei Moti di Stonewall, intorno a Christopher Street
- San Francisco, California: la città del quartiere gay di Castro, sede di una delle comunità gay più grandi al mondo.

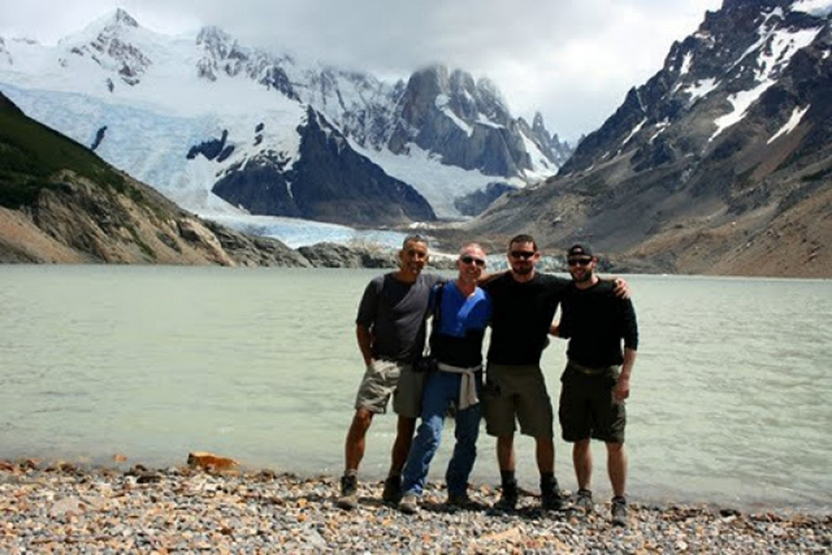
Turismo LGBT in Argentina.

## Gli enti del turismo gay-friendly
Sono ormai molti gli enti del turismo nazionali, regionali o cittadini che nel mondo hanno effettuato campagne di comunicazione anche importanti, per sottolineare la caratteristica di gay-friendly e di ospitalità di loro destinazioni.
Tra queste, gli enti turistici nazionali di Australia, Austria, Canada, Francia, Germania, Gran Bretagna, Svizzera o gli enti turistici regionali e cittadini di Atlanta (USA), Dallas (USA), Fort Lauderdale (USA, una delle località oggi più attive sotto questo aspetto), Miami (USA), Filadelfia (USA), Vancouver (Canada), Key West (USA, sotto questo aspetto la prima al mondo a promuoversi come località gay-friendly), Ottawa (Canada), Tasmania (territorio dell'Australia), Québec (Canada), Barcellona (Spagna), Vienna (Austria), Washington (USA).
L'unica esperienza in tal senso in Italia è della Regione Toscana, che nel 2005 e nuovamente nel 2006 ha finanziato il progetto Friendly Versilia per una campagna di comunicazione in Italia e all'estero.
Il sito web Gay-ville.com, cofondato da Eliad Cohen, si propone di aiutare i turisti ad affittare appartamenti ad altri turisti, nelle città gay friendly di tutto il mondo.

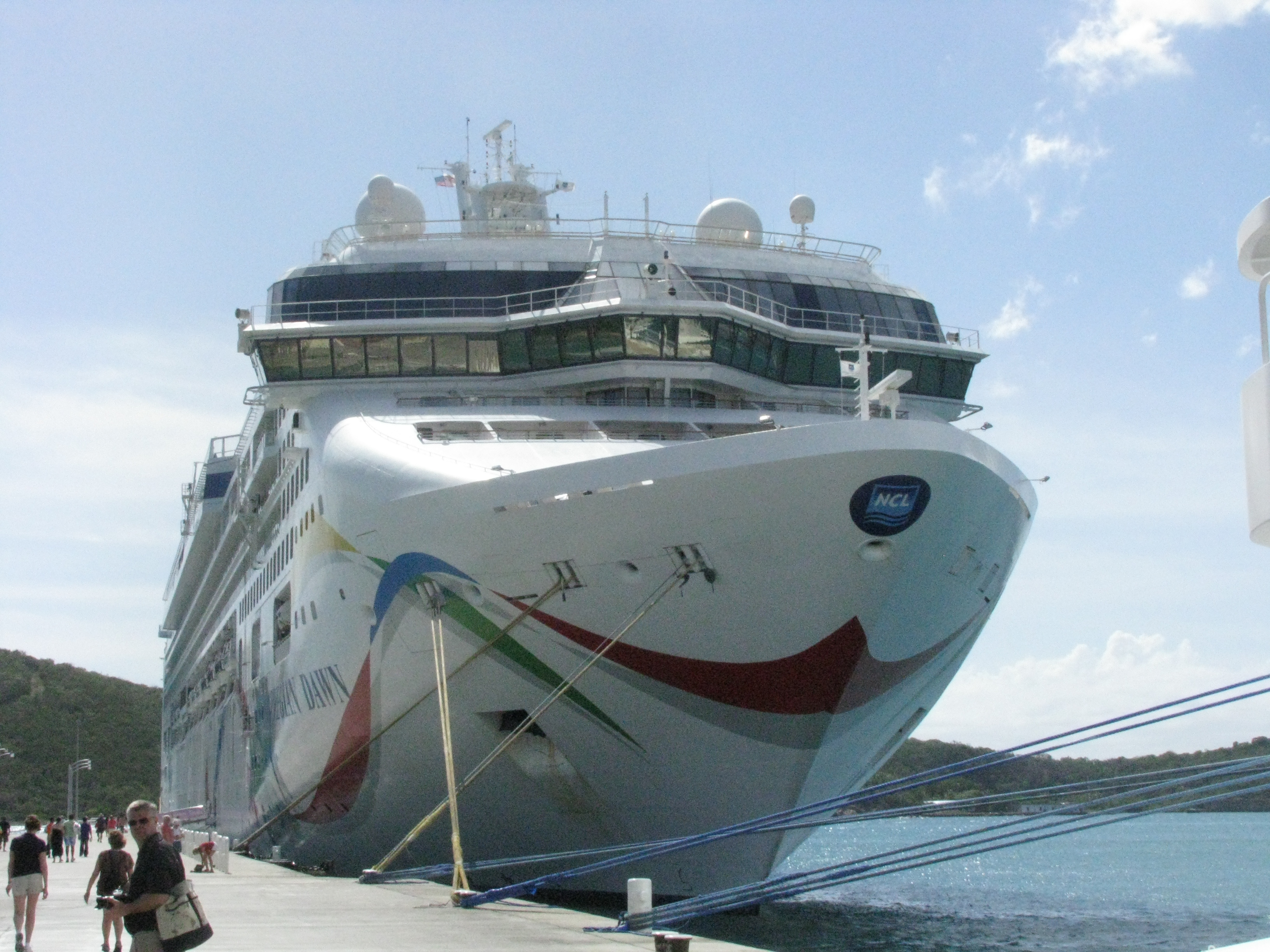
A bordo della nave da crociera "Norwegian Dawn" delle linee Norvegesi si eseguono con successo speciali crociere di vacanza per i genitori omosessuali con figli, che possono arrivare a contenere 1.600 persone a bordo.

## Le associazioni di settore
L'IGLTA, l'associazione turistica gay e lesbica internazionale, è il punto di riferimento per quanti si muovono in questo specifico settore turistico.
In Italia nel 2010 è stata fondata la Associazione Italiana del Turismo Gay & Lesbian (AITGL), membro di IGLTA.

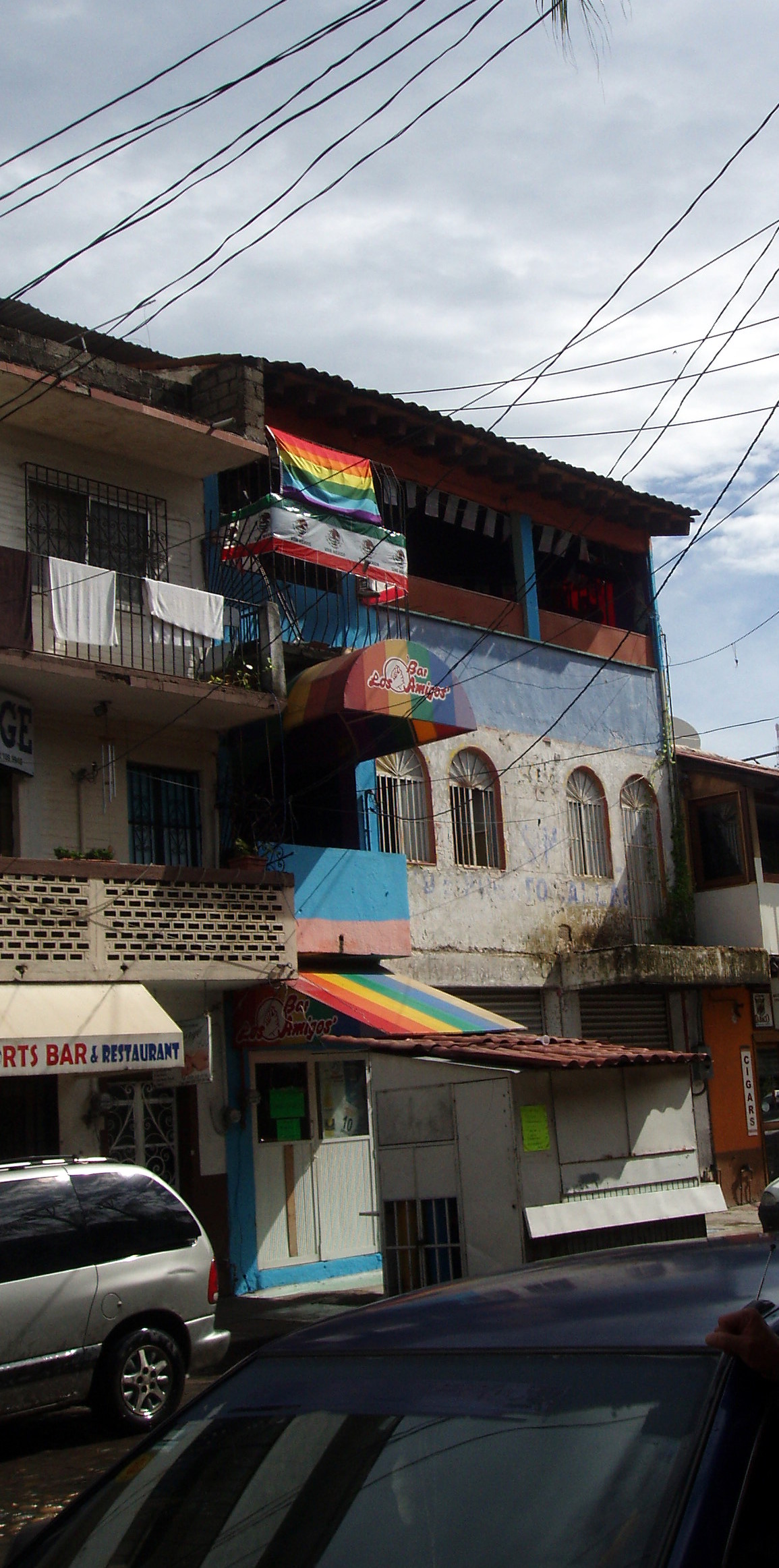
Tipico gay bar nella popolare destinazione turistica LGBT Puerto Vallarcie in Messico.

## Note

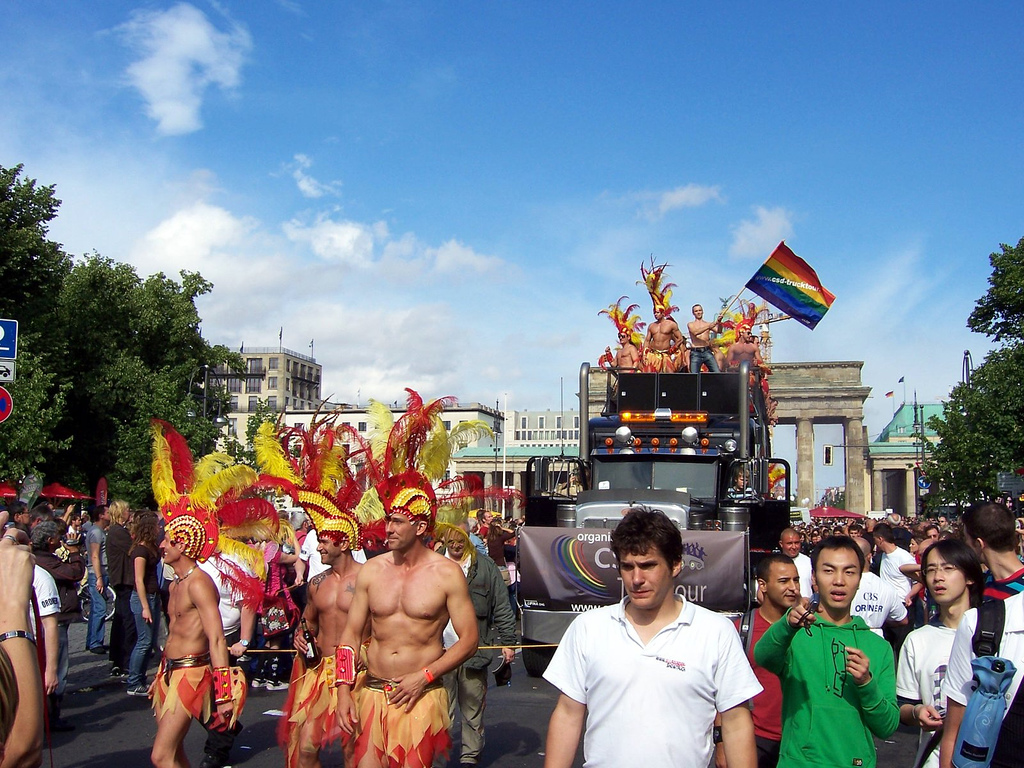
Gay Pride 2007 a Berlino, una delle città europee più gay friendly.